# Belkacem Bouteldja
Pour les articles homonymes, voir Bouteldja (homonymie).
Belkacem Bouteldja, né le 5 avril 1951 à Oran, Algérie et mort dans la même ville le 1er septembre 2015, est un chanteur de raï algérien, considéré comme le père du raï moderne.

## Biographie
Belkacem Bouteldja nait dans le faubourg populaire d’El-Hamri à Oran. Il commence à chanter à l’âge de 15 ans.
Il introduit l'emploi du violon dans le raï. Selon Djamel Laroussi, c'est un « cheikh du raï ».
Il meurt le 1er septembre 2015, dans la plus grande précarité, à l'hôpital universitaire d'Oran à l’âge de 64 ans des suites d’un cancer.